# White Lies
White Lies ist eine englische Alternative-Rock-Band aus dem Londoner Stadtteil Ealing. Sie werden dem Post-Punk-Revival zugerechnet. Mit ihrem Debütalbum To Lose My Life gelang ihnen 2009 auf Anhieb der internationale Durchbruch.

## Geschichte
Zwei der Mitglieder, Charles Cave und Jack Lawrence-Brown, kannten sich von der Schule, später gründeten sie zusammen mit Harry McVeigh die Band Fear of Flying. Aus dem „Wochenendprojekt“ wurde nach dem Ende der Schulzeit eine ernsthafte Musikkarriere. Ihre neuen Ambitionen unterstrichen sie auch mit dem neuen Bandnamen White Lies.
Anfang 2008 hatten sie ihren ersten gemeinsamen Auftritt, der ihnen gleich das Interesse von Plattenlabels und schließlich einen Plattenvertrag einbrachte. Bereits Ende Mai traten sie in der renommierten TV-Show Later with Jools Holland auf. Festivalauftritte und mehrere Touren durch Großbritannien sowie einige US-Auftritte folgten.
Die erste Singleveröffentlichung war Ende September 2008 der Titel Death, der ihnen eine erste Chartplatzierung brachte. In der Prognose Sound of 2009 der BBC landeten die White Lies auf Platz 2. Das Debütalbum der Band To Lose My Life erschien im Januar 2009 und stieg sofort auf Platz 1 der UK-Charts ein.
Im Januar 2011 erschien ihr zweites Album Ritual, das an den Debüterfolg anknüpfen konnte und in den USA unter die Top 100 der Albumcharts und in Deutschland in die Top 10 kam. Als erste Single wurde Bigger Than Us ausgekoppelt.
Das dritte Studioalbum Big TV erschien am 12. August 2013. Wie das erste Album wurde auch Big TV von Ed Buller produziert. Gemischt wurde das Album von Spike Stent, der auch schon Platten von Madonna, Oasis, Björk und Coldplay bearbeitete.
Im 3-Jahres-Abstand folgten weitere Alben. Zwar waren die White Lies ab der zweiten Hälfte der 2010er Jahre nicht mehr so erfolgreich wie zu Beginn, sie blieben aber eine etablierte Rockband, die weiterhin international beliebt war.

## Diskografie

### Alben
| Jahr | Titel                      | Höchstplatzierung, Gesamtwochen, AuszeichnungChartplatzierungen (Jahr, Titel, Platzierungen, Wochen, Auszeichnungen, Anmerkungen) | Höchstplatzierung, Gesamtwochen, AuszeichnungChartplatzierungen (Jahr, Titel, Platzierungen, Wochen, Auszeichnungen, Anmerkungen) | Höchstplatzierung, Gesamtwochen, AuszeichnungChartplatzierungen (Jahr, Titel, Platzierungen, Wochen, Auszeichnungen, Anmerkungen) | Höchstplatzierung, Gesamtwochen, AuszeichnungChartplatzierungen (Jahr, Titel, Platzierungen, Wochen, Auszeichnungen, Anmerkungen) | Höchstplatzierung, Gesamtwochen, AuszeichnungChartplatzierungen (Jahr, Titel, Platzierungen, Wochen, Auszeichnungen, Anmerkungen) | Anmerkungen                            |
| Jahr | Titel                      | DE | AT | CH | UK | US | Anmerkungen                            |
| ---- | -------------------------- | --- | --- | --- | --- | --- | -------------------------------------- |
| 2009 | To Lose My Life            | DE50 (4 Wo.)DE | AT57 (3 Wo.)AT | CH73 (6 Wo.)CH | UK1 Gold · (28 Wo.)UK | US146 (1 Wo.)US | Erstveröffentlichung: 19. Januar 2009  |
| 2011 | Ritual                     | DE10 (5 Wo.)DE | AT21 (4 Wo.)AT | CH15 (6 Wo.)CH | UK3 Silber · (5 Wo.)UK | US95 (1 Wo.)US | Erstveröffentlichung: 17. Januar 2011  |
| 2013 | Big TV                     | DE19 (2 Wo.)DE | AT23 (1 Wo.)AT | CH3 (3 Wo.)CH | UK4 (4 Wo.)UK | — | Erstveröffentlichung: 12. August 2013  |
| 2016 | Friends                    | DE40 (1 Wo.)DE | AT59 (1 Wo.)AT | CH50 (1 Wo.)CH | UK11 (1 Wo.)UK | — | Erstveröffentlichung: 7. Oktober 2016  |
| 2019 | Five                       | DE18 (1 Wo.)DE | AT30 (1 Wo.)AT | CH15 (2 Wo.)CH | UK14 (1 Wo.)UK | — | Erstveröffentlichung: 1. Februar 2019  |
| 2022 | As I Try Not to Fall Apart | DE36 (1 Wo.)DE | AT45 (1 Wo.)AT | CH23 (1 Wo.)CH | UK14 (1 Wo.)UK | — | Erstveröffentlichung: 18. Februar 2022 |

### Singles
| Jahr | Titel Album                                | Höchstplatzierung, Gesamtwochen, AuszeichnungChartplatzierungen (Jahr, Titel, Album, Platzierungen, Wochen, Auszeichnungen, Anmerkungen) | Höchstplatzierung, Gesamtwochen, AuszeichnungChartplatzierungen (Jahr, Titel, Album, Platzierungen, Wochen, Auszeichnungen, Anmerkungen) | Anmerkungen                              |
| Jahr | Titel Album                                | AT | UK | Anmerkungen                              |
| ---- | ------------------------------------------ | --- | --- | ---------------------------------------- |
| 2008 | Death To Lose My Life                      | — | UK52 (1 Wo.)UK | Erstveröffentlichung: 22. September 2008 |
| 2009 | To Lose My Life                            | — | UK34 (4 Wo.)UK | Erstveröffentlichung: 12. Januar 2009    |
| 2009 | Farewell to the Fairground To Lose My Life | — | UK33 Silber · (8 Wo.)UK | Erstveröffentlichung: 23. März 2009      |
| 2011 | Bigger Than Us Ritual                      | AT46 (1 Wo.)AT | UK42 (4 Wo.)UK | Erstveröffentlichung: 3. Januar 2011     |

Weitere Singles
- Unfinished Business (2008)
- Strangers (2011)
- The Power and the Glory (2011)
- There Goes Our Love Again (2013)
- First Time Caller (2013)
- Take It Out on Me (2016)
- Tokyo (2019)
- Hurt My Heart (2019)
- As I Try Not To Fall Apart (2021)
- I Don't Want To Go To Mars (2021)
- Am I Really Going To Die (2022)
- Blue Drift (2022)
- In The Middle (2025)

## Auszeichnungen für Musikverkäufe
| Goldene Schallplatte - Dänemark - 2011: für das Album To Lose My Life |

Anmerkung: Auszeichnungen in Ländern aus den Charttabellen bzw. Chartboxen sind in ebendiesen zu finden.
| Land/RegionAuszeichnungen für Musikverkäufe (Land/Region, Auszeichnungen, Verkäufe, Quellen) | Silber     | Gold     | Platin | Verkäufe | Quellen   |
| -------------------------------------------------------------------------------------------- | ---------- | -------- | ------ | -------- | --------- |
| Dänemark (IFPI)                                                                              | —          | Gold1    | —      | 15.000   | ifpi.dk   |
| Vereinigtes Königreich (BPI)                                                                 | 2× Silber2 | Gold1    | —      | 360.000  | bpi.co.uk |
| Insgesamt                                                                                    | 2× Silber2 | 2× Gold2 | —      |          |           |